# Dödsdansen II
Dödsdansen II är en pjäs skriven av August Strindberg år 1900. Den är en direkt fortsättning på Dödsdansen. De bägge delarna framfördes tillsammans första gången på Intima teatern 1909.

## Handling
I denna andra del av Dödsdansen får vi möta barnen. Den unga flickan Judith är dotter till Alice och Edgar. Kurts son Allan blir hopplöst förälskad i henne. Samtidigt fortsätter ilskan att bubbla mellan Edgar och Kurt, och Edgars sjukdom visar sig på nytt.

## Uppsättningar (urval)
- Kungliga Dramatiska Teatern 1969, regi Alf Sjöberg
- Kungliga Dramatiska Teatern 2007 (tillsammans med Dödsdansen I, regi John Caird)

## Citat
Kurt: -Han var en förbigången! Det säger mycket, Alice, gå dit in!
Alice: -Nej, det kan jag inte! Ty medan vi har talat här, har hans ungdomsbild trätt upp för mig- jag har sett honom, jag ser honom- nu, som då han var tjugu år! ... Jag måste ha älskat den mannen!
Kurt: -Och hatat!
Alice: -Och hatat! Frid över honom!

### Fotnoter
1. ↑  ”Namn och Nytt”. Dagens Nyheter:  s. 6. 6 december 1909. http://arkivet.dn.se/arkivet/tidning/1909-12-06/14224/6. Läst 7 augusti 2015.